# Кан, Сельчук
Сельчук Кан (род. 10 августа 1995, Шанлыурфа) — турецкий борец греко-римского стиля, чемпион Европы 2024 года, призёр чемпионатов мира 2022 и 2023 годов, призёр чемпионатов Европы 2020 и 2023 годов.

## Биография
В 2020 году на чемпионате Европы в Риме, Сельчук стал третьим. В поединке за бронзовую медаль одолел хорвата Доминика Этлингера со счётом 7:5.
В 2022 году выиграл золотую медаль в греко-римской борьбе среди мужчин в категории до 72 кг на турнире Vehbi Emre & Hamit Kaplan Tournament 2022, проходившем в Стамбуле. На чемпионате мира в Белграде стал третьим призёром, в поединке за бронзу сломил сопротивление и поборол по очкам казахстанца Ибрагима Магомадова. 